# Richard Lawrence Vere Shannon
Pour les articles homonymes, voir Shannon.
Richard Lawrence Vere Shannon, né le 5 février 1897 à Aughrim en Irlande et mort au Cap le 16 octobre 1976, est un officier de marine irlandais. 

## Biographie
Il étudie à Tipperary, Londres et Cambridge et entre dans la Royal Navy en 1914. Il prend part à la Première Guerre mondiale. 
En 1929-1930, il est le commandant du RRS William Scoresby lors d'une expédition en Antarctique. Il explore alors la côte ouest de la Terre de Graham. En 1930, il s'installe en Afrique du Sud et travaille pour l'Union Government 's Fisheries and Manne Biological Survey Division. Il y commande jusqu'en 1958 les navires Africana et Africana II.  